# 格紋新亮麗鯛
格紋新亮麗鯛（学名：Neolamprologus cancellatus）為輻鰭魚綱鱸形目隆頭魚亞目慈鯛科的其中一種，种加词 cancellatus 意为“有格子纹的”。分布於非洲尚比亞淡水流域，體長可達5.7公分，棲息在岩石底質水域，生活習性不明。

## 擴展閱讀
維基物種上的相關：格紋新亮麗鯛